# Saifuddin Kitchlew

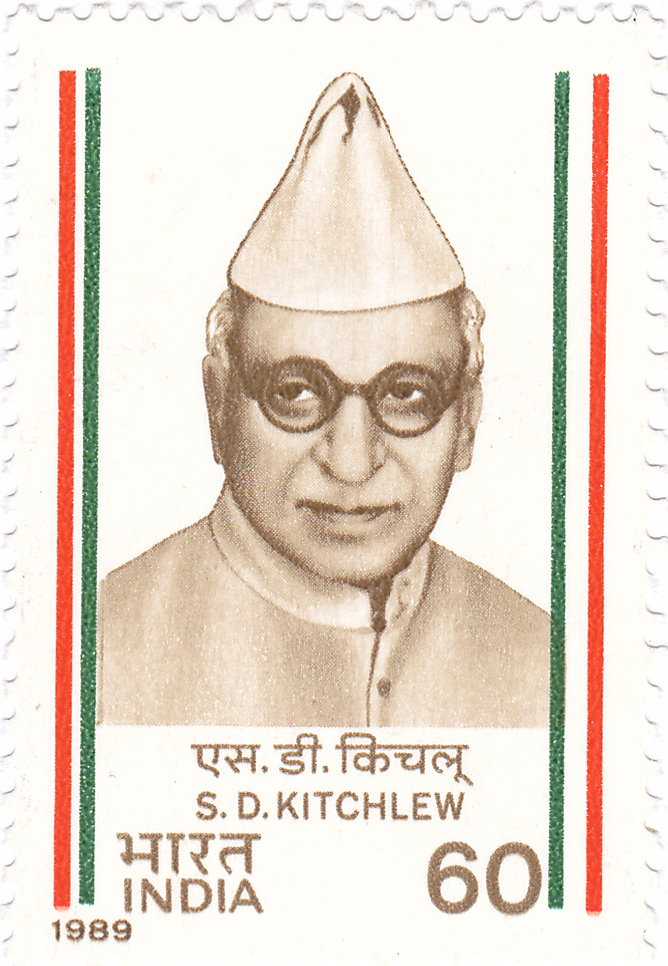
Saifuddin Kitchlew

Saifuddin Kitchlew (15 januari 1888 in de Punjab — 9 oktober 1963) was een jurist, vrijheidsstrijder en een nationalistisch leider van de Indiase moslimbevolking. Dr. Saifuddin Kitchlew was lid van het Indian National Congress.
Kitchlew studeerde aan Islamia High School in Amritsar en ontving een bachelor's degree van de Universiteit van Cambridge in Engeland en een doctorsgraad van een Duitse universiteit, voordat hij zich als advocaat in India vestigde. Hij maakte kennis met Mahatma Gandhi en anderen die zich inzetten voor de onafhankelijkheid van India van het Verenigd Koninkrijk. Kitchlew werd in 1919 samen met Mahatma Gandhi en verscheidene anderen gearresteerd naar aanleiding van protesten in de Punjab.
Om te protesteren tegen deze arrestaties werd in de tuinen van Jallianwala Bagh in de Punjab een vreedzame openbare bijeenkomst gehouden. Desondanks liet de Britse generaal Reginald Dyer daar, in wat de Slachting van Amritsar wordt genoemd, honderden ongewapende burgers doodschieten.
Kitchlew maakte carrière in de Indian National Congress en was een van de oprichters van de Naujawan Bharat Sabha (Indisch Jeugdcongres), dat honderdduizenden studenten en jonge Indiërs samenbracht. Hij was ook betrokken bij het stichten van de Jamia Millia Islamia Universiteit.
Kitchlew nam deel aan verscheidene protestacties en werd herhaaldelijk door de Britten gearresteerd. Zo bracht hij voordat India onafhankelijk werd veertien jaar achter de tralies door. In 1947 verzette Kitchlew zich krachtig tegen de door Mohammed Ali Jinnah afgedwongen deling van India en de stichting van een Islamitische Republiek Pakistan. Kitchlew verhuisde naar Delhi in India waar zijn huis tijdens de bloedige rellen tussen de bevolkingsgroepen van India afbrandde.
Na de onafhankelijkheid zette Saifuddin Kitchlew zich vooral in voor de politieke en diplomatieke betrekkingen met de Sovjet-Unie. In 1952 ontving hij daarvoor de Stalin Vredesprijs.

## Bron
- Dit artikel of een eerdere versie ervan is (gedeeltelijk) vertaald vanaf de Noorse en Engelse Wikipedia, die onder de licentie Creative Commons Naamsvermelding/Gelijk delen valt. Zie de bewerkingsgeschiedenis aldaar.

- Gemeinsame Normdatei: 1120533112
- International Standard Name Identifier: 0000 0000 2160 789X
- Library of Congress Control Number: n80135050
- Virtual International Authority File: 57922036
- WorldCat: E39PBJyMcJFB9vV3Bfv6YT67pP